# Pseudocheirus
A Pseudocheirus az emlősök (Mammalia) osztályának erszényesek (Marsupialia) alosztályágába, ezen belül a diprotodontia rendjébe és a gyűrűsfarkú erszényesek (Pseudocheiridae) családjába tartozó nem.

## Rendszerezés
A nembe az alábbi 1-2 élő faj és 1 fosszilis faj tartozik:
- †Pseudocheirus marshalli - pliocén; Victoria[4]
- ?Pseudocheirus occidentalis (Thomas, 1888) - hagyományosan a gyűrűsfarkú erszényes alfajának tekintik Pseudocheirus peregrinus occidentalis név alatt; azonban egyes kutató szerint külön, önálló fajt alkot, vagy ha nem, akkor legalább fajkomplexumot[5]
- gyűrűsfarkú erszényes (Pseudocheirus peregrinus) (Boddaert, 1785) - típusfaj

### Fordítás
- Ez a szócikk részben vagy egészben  a   Pseudocheirus című angol Wikipédia-szócikk ezen változatának fordításán alapul.  Az eredeti cikk szerkesztőit annak laptörténete sorolja fel. Ez a jelzés csupán a megfogalmazás eredetét és a szerzői jogokat jelzi, nem szolgál a cikkben szereplő információk forrásmegjelöléseként.